# Triplectides sasali
Triplectides sasali là một loài Trichoptera trong họ Leptoceridae. Chúng phân bố ở miền Australasia.